# Châtillon – Montrouge
Châtillon – Montrouge – stacja trzynastej linii i budowana stacja piętnastej linii paryskiego metra. Stacja znajduje się w gminach Châtillon i Montrouge. Stację otwarto 9 listopada 1976 roku na linii błękitnej; otwarcie na linii bordowej planowane jest na 2025 rok. W okolicy stacji mieści się zajezdnia i warsztaty – Ateliers de Châtillon oddane do użytku w roku 1998.